# Duttaphrynus sumatranus
Duttaphrynus sumatranus es una especie de anfibio anuro de la familia Bufonidae.

## Distribución geográfica
Esta especie es endémica de Sumatra en Indonesia. Habita entre los 800 y 1260 metros sobre el nivel del mar en Lubuk Selasi en la cuenca del río Terusan superior en la provincia de Sumatra Occidental.

## Taxón lázaro
La especie es un ejemplo de un taxón lázaro, esta especie solo se encontró en 2001, 141 años después de su última observación.

## Etimología
El nombre de su especie le fue dado en referencia al lugar de su descubrimiento.

## Publicación original
- Peters, 1871 : Über einige Arten der herpetologischen Sammlung des berliner zoologischen Museums. Monatsberichte der Königlich preussischen Akademie der Wissenschaften zu Berlin, vol. 1, p. 644-653[6]